# Maginoo

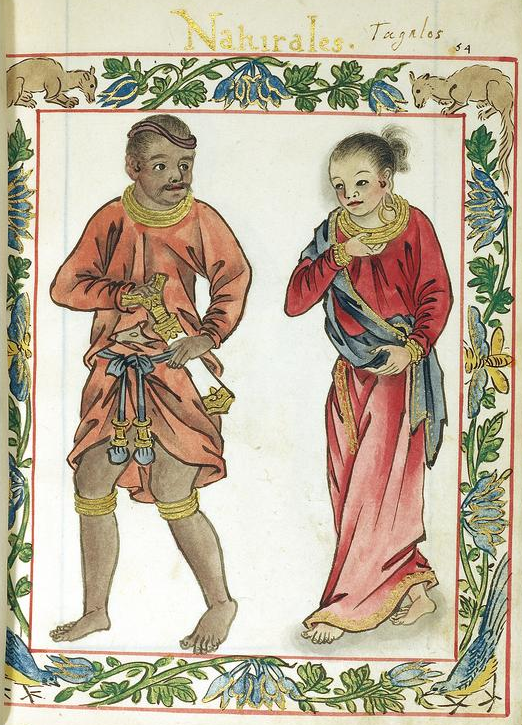
Maginoo-Paar, dargestellt im Boxer Kodex, ca. um 1595

Maginoo wurde eine Gesellschaftsschicht in der vorkolonialen feudalen Tagalog-Gesellschaft genannt, auf der Insel Luzon, Philippinen. Sie stellten die gesellschaftliche Oberklasse in der Tagalog-Gesellschaft dar, im europäischen Sinn entspricht dieses dem gesellschaftlichen Stand der Aristokratie. Ihre Gefolgsleute rekrutierten sie sowohl aus die Klasse der Timawa und aus der Kriegerkaste der Maharlikas. Sie stellten die politische Führungsschicht der Tagalog-Gesellschaft dar und aus ihren Reihen wurden die Datus, Rajas oder Lakans gestellt. Das Gesellschaftsmodell der Tagalog-Gesellschaft war im Gegensatz zu europäischen Gesellschaft jedoch durchlässiger, so konnten sowohl Mitglieder der Timawa, der Maharlikas aber auch die unfreien Alipin zur Klasse der Maginoo aufsteigen. 
Die Maginoos wurden mit dem respektvollen Namen eines Ginoo angesprochen, individuelle Anreden waren Gat, gemeint ist Herr, oder Dayang, gemeint ist Dame. Eine Dame Angkatan, Dayang Angkatan, wird in der Laguna-Kupferplatteninschrift bereits 900 nach Christus erwähnt, so dass angenommen wird, dass dieses Gesellschaftssystem der Tagalog bereits zu diesem Zeitpunkt etabliert war. 
Ein Datu war immer ein Mitglied der Aristokratie, der über einen Barangay herrschte. Ein Raja oder Lakan war ein Herrscher, der über viel Macht und Einfluss verfügte und vermutlich über mehrere Barangays oder größere Gebiete herrschte. Als die Spanier 1570 die Bucht von Manila erreichten, trafen sie dort auf den Banaw Lakan Dula in Tondo, dem Zentrum des Luzon-Reiches, den Raja (Ladyang) Matanda (Raja Matanda von Sapa) und Raja Suleyman III. im heutigen Manila. 
Ein weiteres Mitglied des Standes der Maginoo waren die Panginoon, sie wurden mit poon angesprochen. Die Anrede Aba poon bedeutete: Mein Herr, und der Ausspruch Oo, poon bedeutete : Ja mein Herr. Dieser Begriff überlebte die Kolonialzeit in der heutigen philippinischen Gesellschaft mit der respektvollen Bezeichnung: Po, was heute so viel heißt wie Herr oder Madame. 
Bereits Ende des 16. Jahrhunderts verschwanden die Gesellschaftsschicht der Manigoos aus der Tagalog-Gesellschaft, da im Zuge der Kolonialisierung der Philippinen durch Spanien, die Gesellschaft abgeflacht wurde zu einer reinen abhängigen Bauerngesellschaft, die nur noch Tribute an die spanischen Mönchsorden und den Kolonialbeamten zu leisten hatten.